# Nina Baginská
Nina Baginská (bělorusky: Ніна Рыгораўна Багінская; * 30. prosince 1946 Minsk, Bělorusko) je běloruská aktivistka za lidská práva, veřejná činitelka a geoložka.

## Životopis
Nina Baginská se narodila 30. prosince 1946 v běloruském Minsku. Od útlého věku závodně jezdila na kole. V mládí však byla při jízdě na kole sražena autem, což mělo za následek zranění hlavy a posttraumatickou epilepsii.
Baginská vystudovala Běloruskou státní univerzitu informatiky a radioelektroniky, obor montáž rádiových zařízení. V duchu svého dětského snu stát se geoložkou vystudovala Ivanofrankovský institut ropy a plynu se specializací na průzkum ropy a plynu. Poté pracovala jako geoložka v Běloruském výzkumném geologickém institutu (BelNIGRI). Zároveň se stala členkou Běloruské lidové fronty a v geologickém institutu založila její místní sdružení.
Od roku 1988, počínaje shromážděním při příležitosti dziad, se aktivně účastnila různých protestních akcí. V roce 1994, po nástupu A. G. Lukašenka k moci v Bělorusku, byla z institutu propuštěna, protože protokol o jejím projektu byl vypracován v běloruštině.
Byla mnohokrát zadržena policií a strávila mnoho dní v dočasných izolačních celách. Dne 1. srpna 2014 byla zatčena za spálení sovětské vlajky u budovy KGB v Minsku; její demonstrace připomínala spálení desítek tisíc běloruských kulturních rukopisů 1. srpna 1937, po němž byli autoři těchto děl popraveni.
V roce 2015 byla Baginská zatčena za demonstraci na památku Michaila Žižněvského, který zahynul při Euromajdanu na Ukrajině. Po událostech z 25. března 2017, kdy byly v Minsku zatčeny desítky aktivistů (kauza Bílá legie) a stovky účastníků po celém Bělorusku byly zadrženy v Den svobody, Nina Baginská každý den vycházela k budově KGB s bílo-červeno-bílou vlajkou a plakátem s nápisem „Svobodu lidu“.
Dne 5. dubna 2019 se zúčastnila dalšího protestu. Smyslem tohoto protestu bylo zabránit takzvaným „terénním úpravám“, které 4. dubna 2019 zbouraly 30 pamětních křížů po obvodu masových hrobů osob zastřelených ve 30. letech 20. století. Paval Sevjaryněc, politik a spolupředseda Běloruské křesťanské demokracie, a Nina Baginská, která přišla s velkou bílo-červeno-bílou vlajkou, byli zadrženi.
V roce 2020 Baginská podpořila protesty po prezidentských volbách 9. srpna. Díky své statečnosti se stala symbolem hnutí. Poskytla rozhovory zpravodajské stanici BBC News i novinářům ze Švédska, Polska, Německa a Francie. Maxim Katz věnoval Baginské jeden z dílů na svém kanálu na YouTube.
V roce 2020 se Baginská proslavila svým výrokem „Já jen chodím“ na adresu policejních těžkooděnců, kteří se ji pokusili zastavit a sebrat jí vlajku.
V září 2020 se Baginská objevila v italském časopise Vogue jako Matka běloruské revoluce; fotografoval ji Ivan Revyako.
Všechny bílo-červeno-bílé vlajky, které Baginská při protestech používá, ušila sama. Nepoužívá vlajky, které se jí lidé pokoušejí darovat. Vlajky šije i pro ostatní. Největší vlajka, kterou ušila, byla devítimetrová (9 m × 4,5 m); její ušití jí trvalo tři dny a věnovala ji mládeži.
Součet pokut, které Baginská dluží vládě za svou účast na stovkách protestů, činí desítky tisíc dolarů. Její letní majetek je státem dražen k prodeji. Vláda si bere 50 % jejího důchodu (v roce 2020 činil její důchod 200 běloruských rublů (77 amerických dolarů) měsíčně).